# Сборник Клоца
Сборник Клоца (другие названия: Клоцов кодекс, Клоцов сборник, Glagolita Clozianus, иногда Klozianus) — старославянская глаголическая рукопись, 14 листов пергамена. Датируется XI веком, является сохранившейся частью большой книги проповедей (гомилий).
До конца XV века рукопись принадлежала Ивану VII из рода Франкопаны, правителю острова Крк в Далмации; позже в основном графу Парису Клоцу, по имени которого именуется сегодня. В настоящее время сборник разделён на две части: свои 12 листов граф Клоц (умер в 1856) завещал городскому музею в Триенте в Италии, а два листа были увезены в Инсбрук в Австрии, где хранятся в Тирольском национальном музее, известном как Фердинандеум.
Издания: Е. Копитара (1836, триентская часть), Ф. Миклошича (1860, инсбрукская часть), И. И. Срезневского (1866, целиком), В. Вондрака (1893, целиком и с параллельным греческим текстом). Полное фототипическое издание с кирилловской и латинской транслитерацией, греческим текстом, примечаниями, чешским переводом и словарём: Antonín Dostál, Clozianus: Codex palaeoslovenicus glagoliticus — Staroslověnský hlaholský sborník…, Praha, 1959.
В лексике встречаются варианты слов, не характерные для других памятников:
- гробъ вместо жаль,
- трѣбище вместо олътарь,
- испрьва вместо искони и др.